# ReliXIV
ReliXIV – czternasty album studyjny amerykańskiej grupy muzycznej Overkill.

## Lista utworów
Opracowano na podstawie materiału źródłowego.
1. "Within Your Eyes" (D.D. Verni, Bobby "Blitz" Ellsworth) – 6:06
2. "Love" (D.D. Verni, Bobby "Blitz" Ellsworth) – 5:40
3. "Loaded Rack" (D.D. Verni, Bobby "Blitz" Ellsworth) – 4:43
4. "Bats in the Belfry" (D.D. Verni, Bobby "Blitz" Ellsworth) – 4:47
5. "A Pound of Flesh" (D.D. Verni, Bobby "Blitz" Ellsworth) – 3:37
6. "Keeper" (D.D. Verni, Bobby "Blitz" Ellsworth) – 5:12
7. "Wheelz" (D.D. Verni, Bobby "Blitz" Ellsworth) – 5:10
8. "The Mark" (D.D. Verni, Bobby "Blitz" Ellsworth) – 5:54
9. "Play the Ace" (D.D. Verni, Bobby "Blitz" Ellsworth) – 5:34
10. "Old School" (D.D. Verni, Bobby "Blitz" Ellsworth) – 3:51

## Twórcy
Opracowano na podstawie materiału źródłowego.
- Bobby "Blitz" Ellsworth – śpiew
- D.D. Verni – gitara basowa, inżynieria dźwięku
- Dave Linsk – gitara elektryczna, inżynieria dźwięku
- Derek Tailer – gitara elektryczna
- Tim Mallare – perkusja
- Dave Manheimer – inżynieria dźwięku
- Jon D'Uva – miksowanie